# Vittorio Amedeo Ranuzzi de' Bianchi
Vittorio Amedeo Ranuzzi de' Bianchi, italijanski rimskokatoliški duhovnik, škof in kardinal, * 14. julij 1857, Bologna, † 16. februar 1927.

## Življenjepis
14. maja 1880 je prejel duhovniško posvečenje.
22. junija 1903 je bil imenovan za škofa Recanati-Loreta; 5. julija istega leta je prejel škofovsko posvečenje.
27. novembra 1911 je postal naslovni nadškof Tira.
4. decembra 1916 je bil povzdignjen v kardinala in imenovan za kardinal-duhovnika S. Prisca.